# Апарат за обдишване
Апаратът за обдишване, на немски: Beatmungsgerät, на английски: ventilator или още респиратор е електротехническо медицинско изделие, представляващо управлявана от микропроцесор, задвижвана по електромеханичен или пневматичен начин, машина за обдишване на хора, при които има недостатъчно или липсващо собствено дишане. При това към пациента се подава газова смес от затоплен въздух, обогатен с кислород.

## Приложение
В зависимост от областта на приложение се различават аварийни (бърза помощ), интензивни и домашни респиратори. Уредите за наркоза са също един вид уреди за обдишване. От 70-те години на 20 век се разширяват непрекъснато методите на обдишване и допълнителните функции, които се изпълняват с тях. Докато по-ранните респиратори работят на принципа на обдишване с мехче (силфон), в началото на 80-те години, започват да се използват, започвайки се с апарата за обдишване EV-A на фирма Дрегер, микропроцесорни апарати с управление на подавания поток на въздуха за обдишване. В този случай работата на мехчето е заменена от електромагнитни вентили (вместо преди това използваните пневматични или електрически задвижваните механизми)

## Галерия
- Апарат за аварийно обдишване в кола на „Бърза помощ“ тип „Медумат Стандарт“ с инхалационен блок
- Система за обдишване с ендотрахиална тръба, детектор за капнометрия и филтър за вентилиране, издишване и клапан PEEP
- Авариен апарат „Оксилог 3000“ на кола на бърза помощ
- Апарат за терапия „Евита 4“, 2011 г.
- Домашен апарат за обдишване „VS Ультра“
- Апарат „Железен бял дроб“